# 남위 37도
남위 37도는 적도로부터 남쪽으로 37도 떨어진 위선이다. 대서양, 인도양, 오스트랄라시아, 태평양, 파타고니아를 지난다. 이 위도에서의 일조시간은 하지일 때 14시간 42분, 동지일 때 9시간 37분이다.
쥘 베른의 소설 《그랜트 선장의 아이들(Les Enfants du capitaine Grant)》은 남위 37도선에서의 모험을 그린 작품이다. 또한 실재하지 않는 환상의 섬으로 불리는 마리아 테레사섬은 오랜기간 남위 37도선상에 위치한다고 여겨져왔다.

## 지나가는 지역
남위 37도선은 본초 자오선에서 동쪽 방향으로 다음 지역들을 지나간다.
| 좌표                                                    | 국가, 지역, 해역 | 비고                                                   |
| ------------------------------------------------------- | ---------------- | ------------------------------------------------------ |
| 남위 37° 0′ 동경 0° 0′  / 남위 37.000° 동경 0.000°      | 대서양           |                                                        |
| 남위 37° 0′ 동경 20° 0′  / 남위 37.000° 동경 20.000°    | 인도양           |                                                        |
| 남위 37° 0′ 동경 139° 42′  / 남위 37.000° 동경 139.700° | 오스트레일리아   | 사우스오스트레일리아주 빅토리아주 뉴사우스웨일스주     |
| 남위 37° 0′ 동경 149° 56′  / 남위 37.000° 동경 149.933° | 태평양           | 태즈먼해                                               |
| 남위 37° 0′ 동경 174° 28′  / 남위 37.000° 동경 174.467° | 뉴질랜드         | 북섬 - 오클랜드 남쪽                                   |
| 남위 37° 0′ 동경 175° 16′  / 남위 37.000° 동경 175.267° | 태평양           | 하우라키 만                                            |
| 남위 37° 0′ 동경 175° 30′  / 남위 37.000° 동경 175.500° | 뉴질랜드         | 북섬 코로만델 반도                                     |
| 남위 37° 0′ 동경 175° 51′  / 남위 37.000° 동경 175.850° | 태평양           |                                                        |
| 남위 37° 0′ 서경 73° 33′  / 남위 37.000° 서경 73.550°   | 칠레             | 산타마리아섬                                           |
| 남위 37° 0′ 서경 73° 31′  / 남위 37.000° 서경 73.517°   | 태평양           |                                                        |
| 남위 37° 0′ 서경 73° 11′  / 남위 37.000° 서경 73.183°   | 칠레             | 비오비오주 - 코로넬 통과                               |
| 남위 37° 0′ 서경 71° 9′  / 남위 37.000° 서경 71.150°    | 아르헨티나       | 네우켄주 멘도사주 라팜파주 부에노스아이레스주          |
| 남위 37° 0′ 서경 56° 45′  / 남위 37.000° 서경 56.750°   | 대서양           | 세인트헬레나(영국령) - 트리스탄다쿠냐 제도의 북쪽 통과 |

## 같이 보기
- 남위 36도
- 남위 38도